# Adam Mišík

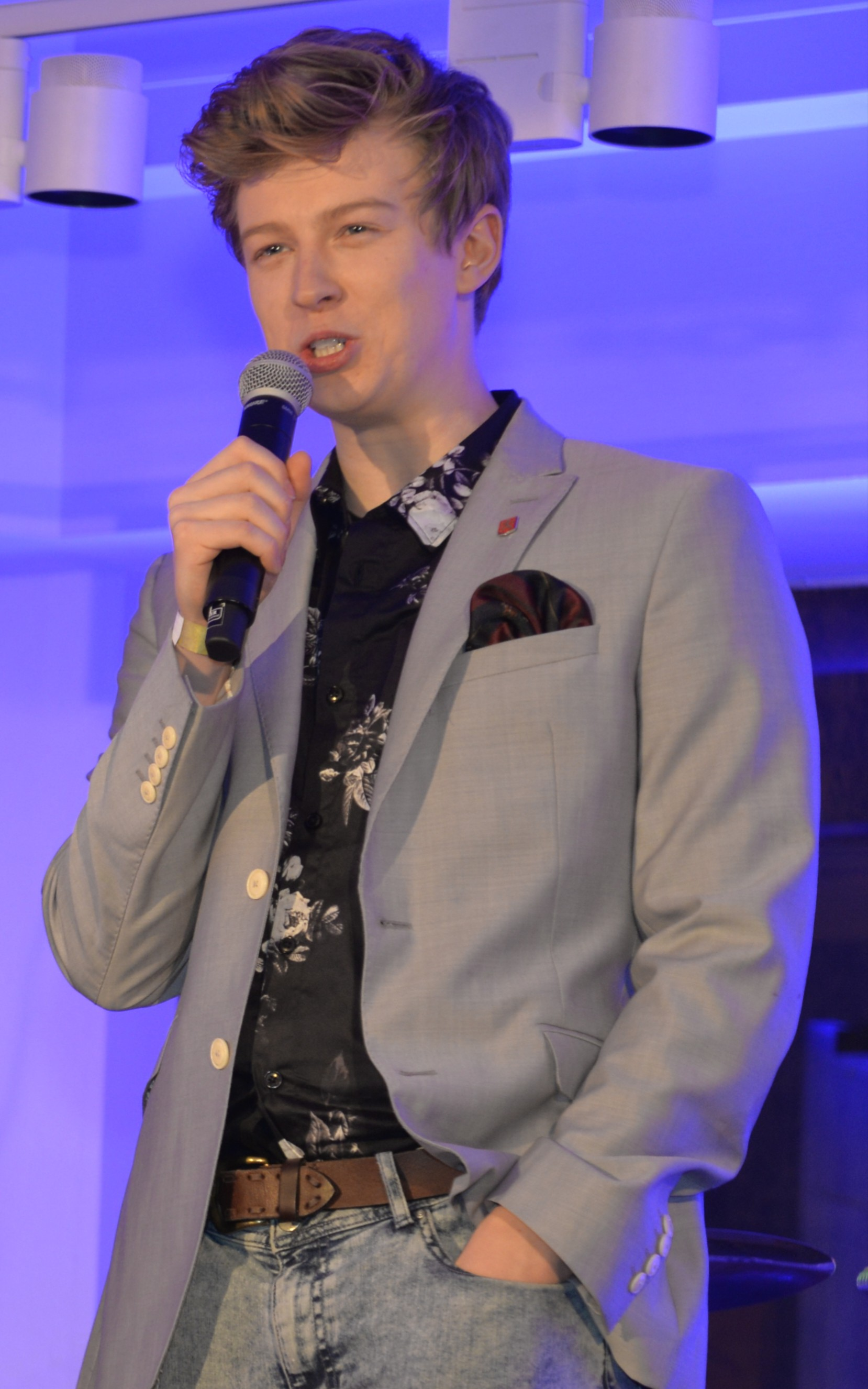
Adam Mišík (2018)

Adam Mišík (* 7. Mai 1997 in Prag) ist ein tschechischer Filmschauspieler und Sänger.

## Leben
Adam Mišík ist der Sohn des Musikers Vladimír Mišík. 2006 übernahm er im Alter von neun Jahren eine Nebenrolle in Kráska v nesnázích, einem Filmdrama unter der Regie von Jan Hřebejk. 2008 verkörperte Mišík eine Nebenrolle in Nikolai Müllerschöns Weltkriegsdrama Der Rote Baron.
2008 gründete Mišík zusammen mit den Brüdern Marek und Prokop Fialka sowie mit Štěpán Krtička die Band The Colorblinds. Mit der Band, die Indie-Rock spielte, wurde Mišík in Tschechien populär. 2013 trennte sich die Band, nachdem Mišík beschlossen hatte, eine Solokarriere zu verfolgen.
Nachdem er von 2011 bis 2012 in 19 Episoden der Telenovela Cesty domů vor der Kamera gestanden hatte, erhielt er in der Fernsehserie Borgia die Rolle des Jofré Borgia.
2023 moderierte Mišík den tschechischen Vorentscheid für den Eurovision Song Contest 2023 in Liverpool.

## Filmografie
- 2008: Der Rote Baron
- 2012–2014: Borgia